# Yaya Sanogo
Yaya Sanogo (Massy, 1993. január 20. –) francia csatár, jelenleg az örmény FA Urartu labdarúgója.

## Arsenal

### 2013–14
Yaya 2013 augusztusában ingyen igazolt az angol csapathoz, az akkor a francia másodosztályban szereplő AJ Auxerre csapatától. Az angol csapatban a Fulham FC ellen 3–1-re megnyert mérkőzésen debütált csereként beállva. A BL-ben a Fenerbahce elleni visszavágón 30 percet kapott. Sanogót jelölték a 2013-as Golden Boy díjra. Először a Liverpool elleni 2–1-re megnyert találkozón játszott kezdőként. Majd a február 19-i Bayern München elleni BL-meccsen is kezdett.

### 2014–15
A 2014-es Emirates-kupán, az 5–1-re végződő Benfica elleni mérkőzésen 4 gólt lőtt a portugálok kapujába. Yaya kezdőként lépett pályára a Manchester City ellen 3–0-ra megnyert Community Shield mérkőzésen, és a szezonrajton is kezdőként kapott 61 percet a Crystal Palace ellen.

## Sikerei, díjai

### Klub
- Arsenal:
  - FA-Kupa: 2013-14
  - FA Community Shield 2014

### Válogatott
- Francia U20:
  - U20-as labdarúgó-világbajnokság: 2013